# Tauró bocaample
El tauró bocaample o tauró de boca grossa (Megachasma pelagios) és una espècie tauró lamniforme de la família Megachasmidae. És una estranya espècie de tauró descoberta l'any 1976, quan el primer espècimen conegut va arribar a les platges de Hawaii. La seva descripció científica com a nova espècie va ser publicada el 1983 per Taylor, Compagno i Struhsaker. Des del seu descobriment, només han estat vistos o caçats 50 exemplars de l'espècie.

## Morfologia
El seu cos és de forma afilada, flàccida, de color marró negrós i, com el seu nom indica, té una boca enorme, arrodonida, i amb un grup de petites taques circulars en el "llavi" de la mandíbula inferior, òrgans luminescents que segurament li ajuden a atreure l'aliment. Les seves dents són petites i no funcionals. La màxima mida reportada és d'aproximadament 5,50 m. Els mascles maduren sexualment als 4 metres, mentre que les femelles ho fan als 5 metres de longitud total.

## Alimentació
Habitualment es desplaça lentament a través de l'aigua amb la boca semioberta per capturar el plàncton, crustacis (fonamentalment eufausiacis) i els peixos petits dels que s'alimenten, tal com fan el tauró pelegrí, el tauró balena o les balenes barbudes.

## Reproducció
És una espècie ovovivípara, el que significa que les cries creixen en ous i són incubats al cos de la mare.

## Població i estat de conservació
És una espècie difícil de trobar pel que se sap poc sobre els seus costums i nombre d'exemplars. Fins al moment s'han documentat 48 espècimens en el món en un període de prop de 30 anys, incloent un dels més recents exemplars que va ser capturat el 16 de novembre de 2006 en una xarxa de taurons del vaixell "Corina del Mar" en aigües properes a la badia de les Tortugues, a la Baixa Califòrnia Sud, sent aquest el primer registre que es dona en aigües de Mèxic. En general no sembla una espècie massa perillosa per a l'ésser humà, encara que seran necessaris nous estudis per confirmar aquest fet.